# Cryptophagus lapponicus
Cryptophagus lapponicus là một loài bọ cánh cứng trong họ Cryptophagidae. Loài này được Gyllenhal miêu tả khoa học năm 1828.